# مارفن غرينبيرغ
مارفن غرينبيرغ (بالإنجليزية: Marvin Greenberg)‏ هو مترجم ورياضياتي أمريكي، ولد في 22 ديسمبر 1935 في نيويورك في الولايات المتحدة، وتوفي في 12 ديسمبر 2017 في بيركيلي في الولايات المتحدة.